# Гротос (Вирџинија)
Гротос (енгл. Grottoes) град је у америчкој савезној држави Вирџинија. По попису становништва из 2010. у њему је живело 2.668 становника.

## Демографија
Према попису становништва из 2010. у граду је живело 2.668 становника, што је 554 (26,2%) становника више него 2000. године.
| Група             | 2000.         | 2010.         |
| Белци             | 1.979 (93,6%) | 2.384 (89,4%) |
| Афроамериканци    | 80 (3,8%)     | 93 (3,5%)     |
| Азијати           | 5 (0,2%)      | 16 (0,6%)     |
| Хиспаноамериканци | 32 (1,5%)     | 134 (5,0%)    |
| Укупно            | 2.114         | 2.668         |